# La Rinconada (Albacete)
La Rinconada es una aldea española perteneciente al municipio de Casas de Lázaro (provincia de Albacete), en la comunidad autónoma de Castilla-La Mancha.
Se encuentra a 55 kilómetros de la ciudad de Albacete, capital de la provincia, y a 43 km de la capital municipal (Casas de Lázaro). El lugar está formado por unas pocas casas que conforman un paraje en medio de la naturaleza. 

## Clima
La Rinconada es una zona con un clima mediterráneo continentalizado con influencia de montaña, que se caracteriza por una gran diferencia climática entre el verano y el invierno. La explicación de este hecho está en su localización, ya que la aldea se encuentra en plena montaña. Los meses invernales son muy fríos, y las bajas temperaturas pueden llegar a provocar nevadas. En cambio, en los meses estivales suele hacer mucho calor durante el día, pero por las noches refresca bastante.

## Demografía
El número de habitantes es bastante reducido. Durante la temporada más fría la aldea permanece cerrada la mayor parte del tiempo. No obstante, en temporada alta (sobre todo en julio y agosto) el lugar se llena de gente.
La mayoría de habitantes de la aldea pertenecen a la familia Rosa.
- Datos: Q6464879